# Herbert Erhardt
Pour les articles homonymes, voir Erhardt.
Herbert Erhardt, né le 6 juillet 1930 à Fürth et mort au même lieu le 3 juillet 2010, est un footballeur allemand (défenseur) ayant remporté la coupe du monde 1954 (il était dans le groupe mais ne joua pas).

## Biographie
Il participa également à la Coupe du monde 1958 (6 matches) et à celle de 1962 (4 matches). 
Herbert possédait 50 sélections (1 but) en équipe nationale. Sa première sélection eut lieu en 1953, sa dernière en 1962.
Herbert Erhardt est mort d'un cancer le 3 juillet 2010, quelques jours avant son 80e anniversaire.

## Clubs
- 1948-1962 :  Fürth
- 1962-1964 :  FC Bayern Munich